# Willi Möchel
Willi Ferdinand Möchel (* 10. März 1914 in Köln-Mülheim; † 21. März 1943 im Europäischen Mittelmeer) war ein deutscher Ringer.

## Werdegang
Willi Möchel war einer von drei Brüdern aus einer Kölner Arbeiterfamilie, die Ende der 1920er Jahre mit dem Ringen begannen. Während sein älterer Bruder Oswald in den 1930er Jahren mehrfacher deutscher Meister im griech.-röm. Stil im Weltergewicht war, war sein jüngerer Bruder Hans ein guter Mannschaftsringer. Alle drei rangen für den AC von 1892 Köln-Mülheim. Mit diesem Verein wurde Willi Möchel 1939 auch deutscher Mannschaftsmeister.
In den Einzelwettbewerben machte Willi Möchel erstmals bei der deutschen Meisterschaft 1933 auf sich aufmerksam, als er im griech.-röm. Stil im Bantamgewicht hinter Justin Gehring aus Friesenheim deutscher Vizemeister wurde. Seinen ersten deutschen Meistertitel gewann Möchel dann ein Jahr später bei den deutschen Kampfspielen in Nürnberg, wieder im Bantamgewicht im griech.-röm. Stil. Bis zum Jahre 1942 erkämpfte sich Willi Möchel insgesamt drei deutsche Meistertitel in beiden Stilarten.
Zu einem Einsatz bei internationalen Meisterschaften, es gab damals nur Olympische Spiele und Europameisterschaften, kam Möchel angesichts der harten Konkurrenz in Deutschland nur bei der Europameisterschaft 1935 in Kopenhagen. Im griech.-röm. Stil siegte Möchel in seinen ersten drei Kämpfen und gewann dabei auch gegen den Ungarn Márton Lőrincz, der ein Jahr später in Berlin Olympiasieger werden sollte; er unterlag aber in seinem vierten Kampf gegen den mehrfachen schwedischen Europameister Herman Tuvesson und landete auf dem undankbaren 4. Platz.
In der Qualifikation für die Olympischen Spiele 1936 scheiterte Willi Möchel knapp am Nürnberger Jakob Brendel, dem Olympiasieger von 1932.
Willi Möchel war seit 1939 mit Katherina Karoline Rohde verheiratet. Er verstarb im Zweiten Weltkrieg wenige Tage nach seinem 29. Geburtstag bei einem Transporteinsatz im Mittelmeerraum. Sein Leichnam verblieb auf See.

## Internationale Erfolge
(EM = Europameisterschaft, GR = griech.-röm. Stil, F = freier Stil, Ba =Bantamgewicht, Fe = Federgewicht, damals bis 56 kg bzw. 61 kg Körpergewicht)
- 1935, 4. Platz, EM in Kopenhagen, GR, Ba, mit Siegen über Márton Lőrincz, Ungarn, Marian Swietoslawski, Polen und Esko Hjelt, Finnland und einer Niederlage gegen Herman Tuvesson, Schweden

### Deutsche Meisterschaften
- 1933, 2. Platz, GR, Ba, hinter Justin Gehring, Friesenheim u. vor Willi Lunkenheimer, Dieburg,
- 1934, 1. Platz, GR, Ba, vor Willi Monken, Bamberg u. Fritz Ostermann, Saarbrücken,
- 1935, 2. Platz, GR, Ba, hinter Jakob Brendel, Nürnberg u. vor Johannes Herbert, Stuttgart,
- 1935, 1. Platz, F, Ba, vor Fritz Schrader, Dortmund-Hörde u. Johannes Herbert,
- 1936, 2. Platz, F, Ba, hinter Jakob Brendel u. vor Johannes Herbert,
- 1937, 2. Platz, GR, Ba, hinter Adam Müller, Lampertheim u. vor Otto Uhrig, Oftersheim,
- 1937, 2. Platz, F, Ba, hinter Jakob Brendel u. vor Ferdinand Schmitz, Köln,
- 1940, 2. Platz, GR, Fe, hinter Siegmund Schweickert, Wiesental u. vor Karl Vondung, Ludwigshafen am Rhein,
- 1940, 3. Platz, F, Fe, hinter Ferdinand Schmitz u. Josef Böck, München-Neuaubing,
- 1941, 2. Platz, F, Fe, hinter Ferdinand Schmitz u. vor Rudi Reinhardt, Hohenlimburg,
- 1942, 1. Platz, F, Fe, vor Karl Vondung u. Rudi Reinhardt